# Chañaral (tỉnh)
Tỉnh Chañaral là một tỉnh ở vùng Atacama, Chile. Tỉnh này có diện tích 24.436,2 ki-lô-mét vuông, dân số năm 2002 là 32.132 người. Thủ phủ là Chañaral. Tỉnh này có 3 đô thị (comuna).